# Exulantenstadt
Exulantenstädte, gelegentlich auch Exilantenstädte genannt, sind Gründungen durch und/oder für Exulanten (Glaubensflüchtlinge) infolge der Reformation und der Konfessionalisierung in der frühen Neuzeit. Zwischen dem 16. und 18. Jahrhundert gab es mehrere Gründungswellen. Neben der Anlage von Neustädten als Stadterweiterungen bei bestehenden Siedlungen gab es auch völlige Neusiedlungen.

## Hintergrund
Der Hintergrund war die Flucht von protestantischen Bevölkerungsgruppen nach der Durchsetzung der Gegenreformation in Territorien katholischer Herrscher. Anhänger der Böhmischen Brüder etwa ließen sich in Teilen Schlesiens und Polens nieder. Protestanten aus Flandern flohen häufig in das Gebiet des Niederrheins und nach Norddeutschland. Französische Hugenotten kamen über das Rheinland bis nach Mitteldeutschland.

## Stadttypus
Die Exulantenstädte im engeren Sinn entstanden ausschließlich auf dem Territorium protestantischer Fürsten. Sie wurden häufig als Idealstädte nach einem festen Plan gegründet und ihre Bewohner mit besonderen Privilegien versehen. Benannt wurden die neuen Städte häufig nach dem Fürsten, der ihre Gründung förderte. Karlshafen zum Beispiel wurde nach Landgraf Karl benannt. Andere Stadtnamen spiegelten die Freude über die sichere Zuflucht wider, so in Glückstadt und Freudenstadt.
In einigen Exulantensiedlungen wurden auch spezielle Exulantenkirchen errichtet.

## Beispiele
Landesherren, die die Gründung oder Vergrößerung einer Stadt mit Hilfe von Exulanten planten, richteten sich in der Regel nur an eine bestimmte Religionsgemeinschaft, oft Angehörige der eigenen Konfession die anderenorts verfolgt oder benachteiligt wurden. So entstand Freudenstadt 1599 als Zufluchtsort für Protestanten aus der Steiermark und Kärnten und 100 Jahre später Karlshafen, wo aus Frankreich geflohene Hugenotten Aufnahme fanden. 1654 genehmigte Kurfürst Johann Georg I. von Sachsen die Gründung von Johanngeorgenstadt – unmittelbar an der sächsischen Grenze im Amt Schwarzenberg – durch böhmische Exulanten, die aus der Bergstadt Platten und Umgebung vertrieben worden waren. Die kleine kursächsische Stadt Neu-Salza, heute Neusalza-Spremberg, die Christoph Friedrich von Salza 1670 auf seinem Besitztum Spremberg gründete, etablierte sich als Exulantenstadt für protestantische Glaubensflüchtlinge aus Böhmen, Mähren, Schlesien und Ungarn. Krefeld hat Mennoniten aus den Niederlanden neue Lebensmöglichkeiten geboten und erhielt Privilegien für die Seidenherstellung. Weitere Beispiele sind das 1616 als Exulanten-, Hafen- und Festungsstadt gegründete Glückstadt sowie Altona, Neu-Isenburg, Friedrichsdorf, Friedrichstadt oder die Neustadt von Hanau.
Eine seltene und frühe Ausnahme stellt das 1653 gegründete Neuwied am Rhein dar, das der im Dreißigjährigen Krieg verarmten Grafschaft Wied die Teilnahme am Rheinhandel ermöglichen sollte. Um das Wachstum seiner neuen Residenz zu beschleunigen, erteilte ihr Graf Friedrich III. von Wied 1662 ein Stadtrechtsprivileg, das eine weitgehende religiöse Toleranz für die unterschiedlichsten Glaubensrichtungen vorsah. So ließen sich außer Reformierten, denen das Grafenhaus selbst angehörte, im Laufe des 17. und 18. Jahrhunderts auch Katholiken, Lutheraner, Mennoniten, Inspirierte, Herrnhuter und Juden in Neuwied nieder, vorübergehend auch Hugenotten und Quäker.